# 藤原経子 (藤原家成の四女)
藤原 経子（ふじわら の けいし / つねこ、生没年不詳）は、平安時代末期の女官。父は中納言・藤原家成。兄弟に藤原隆季・成親がおり、成親は同母兄と見られている。左大臣・大炊御門経宗の猶子。
平重盛の正室となり、清経・有盛・師盛・忠房を産む。仁安元年（1166年）、叙爵。同年10月、憲仁親王の立太子にあたり、乳母に選ばれた。仁安3年（1168年）、高倉天皇即位により、従五位上・典侍となる。嘉応元年（1169年）11月の八十嶋祭では、勅使役を務めた。夫・重盛の官位から、大納言典侍、大納言三位と呼ばれた（ただし、従三位に叙された時期は不明）。承安元年（1171年）以降の記録は見られないが、重盛没後も存命であり、その後出家したものと推測される。

## 関連作品
テレビドラマ
- 『義経』（2005年、NHK大河ドラマ、演：森口瑤子）
- 『平清盛』（2012年 、NHK大河ドラマ、演： 高橋愛）

アニメーション
- 『平家物語』(2021年/FOD, 2022年/フジテレビ、声: 本名陽子)